# Otfried Reck
Otfried Reck (* 14. Dezember 1944 in Berlin; † 27. November 1962 ebenda) war ein Todesopfer an der Berliner Mauer. Zusammen mit zwei Freunden wollte er durch den Nordsüd-S-Bahn-Tunnel aus der DDR flüchten, wurde dabei von Angehörigen der Grenztruppen der DDR entdeckt und abseits der Grenze durch einen Schuss in den Rücken tödlich verletzt.

## Leben
Otfried Reck wurde 1944 in Berlin als Sohn eines Herrenschneiders und einer Kellnerin, die aus Österreich stammte, geboren und wuchs in der heutigen Torstraße auf. Durch die Tätigkeit seiner Mutter in der Staatsoper Unter den Linden konnte er die Veranstaltungen regelmäßig besuchen und hatte den Wunsch, Opernsänger zu werden. Nach dem Abschluss der Schule mit der Mittleren Reife begann er eine Lehre zum Tankwart. Nach der Arbeit verbrachte er seine Zeit in der Rollschuhbahn – in der später die tödlichen Schüsse fielen – an der Invalidenstraße und einem Jugendklub auf der gegenüberliegenden Straßenseite. Nach der Beteiligung an einer Demonstration in der Gartenstraße wurde der damals 16-jährige am 12. September 1961 wegen staatsgefährdender Hetze festgenommen und zu einer Gefängnisstrafe von 18 Monaten verurteilt, die er bis August 1962 in Dessau verbüßte. Nach der Entlassung sah er keine Zukunft mehr in der DDR und beschloss, in den Westen zu fliehen.
Zusammen mit seinen Freunden Gerd P. und Michael M. ging er am 27. November 1962 zu einem vergitterten Einstieg zum Nordsüd-S-Bahn-Tunnel auf dem Gelände des gesperrten Nordbahnhofs. Ihr Plan war, einen S-Bahn-Zug auf der Fahrt von West-Berlin nach West-Berlin durch die DDR mit einer rot angemalten Taschenlampe zum Halten zu bringen und mit diesem in den Westen zu fliehen. Dabei wurden sie gegen 18.30 Uhr von einem im Tunnel stationierten Transportpolizisten entdeckt, der einen Suchtrupp alarmierte. Michael M. trennte sich von den beiden. Als die beiden verbliebenen Flüchtlinge ihre Verfolger entdeckten, flohen sie zurück nach Ost-Berlin und begaben sich in die Rollschuhbahn. Der Suchtrupp verfolgte sie bis dorthin. In der Rollschuhbahn schoss ein Unterleutnant auf Otfried Reck und traf ihn am Rücken. Er verstarb drei Stunden später in einem Krankenhaus.
Seine Begleiter Michael M. und Gerd P. wurden in der DDR zu Freiheitsstrafen von drei Jahren verurteilt. Nach der deutschen Wiedervereinigung wurde der Schütze am 14. November 1995 in einem Mauerschützenprozess vor dem Landgericht Berlin zu einer Freiheitsstrafe von zwei Jahren auf Bewährung verurteilt.